# Living on My Own
Living on My Own ist ein Lied des britischen Sängers Freddie Mercury, das im Mai 1985 als Single erschien, aber erst nach einem Remix im Jahr 1993 größere kommerzielle Erfolge feierte.

## Entstehung und Veröffentlichung
Geschrieben und produziert wurde das Lied von Freddie Mercury selbst. Bei der Produktion erhielt er Unterstützung durch Reinhold Mack.
Die Erstveröffentlichung von Living on My Own erfolgte am 29. April 1985 bei Columbia Records, als Teil von Mercurys Debütalbum Mr. Bad Guy (Katalognummer: CK 40071). Im Folgemonat erschien es als dritte Singleauskopplung aus dem Album. Diese erschien als 7″-Single mit der B-Seite She Blows Hot and Cold (Katalognummer: 38-05455). Im September desselben Jahres erschien es als 7″-Single (Katalognummer: A 6555) und 12″-Single (Katalognummer: A 12.6555) mit der B-Seite My Love Is Dangerous.
Am 19. Juli 1993, fast zwei Jahre nach Mercurys Tod, wurde der „No More Brothers Mix“ zu Living on My Own veröffentlicht. Dieser erschien bei Parlophone als 2-Track-CD-Single mit einem weiteren Remix als B-Seite (Katalognummer: 8807682) sowie als CD-Maxi-Single (Katalognummer: 8807672), die insgesamt vier Remixe umfasst.

## Inhalt
Der Text des Liedes spiegelt Mercurys langjährige Bewunderung für Greta Garbo wider, deren Zitate im Text eine wichtige Rolle spielen.

## Besetzung
- Freddie Mercury – Haupt- und Begleitgesang
- Colin Peter – Zusätzliche Produktion / Remix
- Serge Ramaekers – Zusätzliche Produktion / Remix
- Carl Ward – Zusätzliche Produktion / Remix

## Musikvideo
Die begleitenden Videos sowohl für die Originalversion von 1985 als auch für die 1993er Remix-Version von "Living on My Own" zeigen Aufnahmen von Mercurys 39. Geburtstag am 5. September 1985 in der Travestie-Nachtbar Old Mrs. Henderson in München, wo Mercury von 1979 bis 1985 lebte. Das Thema der Geburtstagsparty war "A Black and White Drag Ball". Wegen der grell kostümierten Homosexuellen und Transvestiten, die in dem Videoclip eine dekadente, rauschende Party feiern, weigerte sich der britische Sender BBC lange, das Musikvideo auf seinen Kanälen auszustrahlen. Das Video wurde von Hannes Rossacher und Rudi Dolezal gedreht, und wurde auf MTV Europe häufig gespielt. Es wurde im November 2012 auf dem offiziellen YouTube-Kanal von Mercury veröffentlicht und erreichte bis Ende 2024 mehr als 153 Millionen Aufrufe.

## Rezeption
Tom Ewing von Freaky Trigger war der Meinung, dass Mercury "über House-Musik großartig klingt". Das paneuropäische Magazin Music & Media schrieb, dass die belgischen Dance-Produzenten "einen Mercury-Vocal-Track aufgriffen, ihn auf die Sequenzer legten - mit überraschenden Ergebnissen - und daraus einen lokalen Top-10-Hit machten". John Kilgo von The Network Forty sagte, dass "die harmoniegeladene Hook wie ein Hammer auf den Kopf schlägt und einen Uptempo-Groove ergänzt". Ein Rezensent der Sandwell Evening Mail bezeichnete es als "einen atemberaubenden Remix im europäischen Stil".

## Kommerzieller Erfolg

### Chartplatzierungen
Das Original zu Living on My Own erreichte lediglich im Vereinigten Königreich die Charts, wo es sich drei Wochen platzieren konnte und mit Rang 50 seine beste Platzierung erreichte. Nach der Remixveröffentlichung avancierte es dort zum Nummer-eins-Hit, ebenso wie in Frankreich, Norwegen und Schweden. Darüber hinaus erreichte der Remix Top-10-Platzierungen in Belgien, Deutschland, den Niederlanden, Österreich und der Schweiz (je Rang 2). In den meisten Ländern musste es sich lediglich What’s Up? von den 4 Non Blondes geschlagen geben.
| ChartsChartplatzierungen     | Höchstplatzierung | Wochen |
| ---------------------------- | ----------------- | ------ |
| Vereinigtes Königreich (OCC) | 50 (3 Wo.)        | 3      |

| ChartsChartplatzierungen     | Höchstplatzierung | Wochen |
| ---------------------------- | ----------------- | ------ |
| Deutschland (GfK)            | 2 (30 Wo.)        | 30     |
| Österreich (Ö3)              | 2 (22 Wo.)        | 22     |
| Schweiz (IFPI)               | 2 (26 Wo.)        | 26     |
| Vereinigtes Königreich (OCC) | 1 (13 Wo.)        | 13     |

| ChartsJahrescharts (1993)    | Platzierung |
| ---------------------------- | ----------- |
| Deutschland (GfK)            | 10          |
| Österreich (Ö3)              | 7           |
| Schweiz (IFPI)               | 22          |
| Vereinigtes Königreich (OCC) | 20          |

### Auszeichnungen für Musikverkäufe
Remix

| Land/Region                  | Auszeichnungen für Musikverkäufe (Land/Region, Auszeichnung, Verkäufe) | Verkäufe  |
| ---------------------------- | ---------------------------------------------------------------------- | --------- |
| Deutschland (BVMI)           | Platin                                                                 | 500.000   |
| Frankreich (SNEP)            | Silber                                                                 | 125.000   |
| Italien (FIMI)               | Gold                                                                   | 50.000    |
| Niederlande (NVPI)           | Gold                                                                   | 50.000    |
| Österreich (IFPI)            | Platin                                                                 | 50.000    |
| Schweden (IFPI)              | Gold                                                                   | 25.000    |
| Vereinigtes Königreich (BPI) | Gold                                                                   | 400.000   |
| Insgesamt                    | 1× Silber · 4× Gold · 2× Platin ·                                      | 1.200.000 |